# Paragygrus rotundiceps
Paragygrus rotundiceps är en insektsart som beskrevs av Lethierry 1885. Paragygrus rotundiceps ingår i släktet Paragygrus och familjen dvärgstritar. Inga underarter finns listade i Catalogue of Life.